# Laives (Italie)
Pour les articles homonymes, voir Laives.
Laives (['lajves]; en allemand Leifers [ˈlaɪfɐs]) est une commune italienne d'environ 18 000 habitants située dans la province autonome de Bolzano dans la région du Trentin-Haut-Adige dans le nord-est de l'Italie.

## Administration
| Période                                  | Période       | Identité           | Étiquette     | Qualité |
| ---------------------------------------- | ------------- | ------------------ | ------------- | ------- |
| 31 mai 2005                              | 1er juin 2010 | Giovanni Polonioli | Centre gauche |         |
| 1er juin 2010                            | 25 mai 2015   | Liliana Di Fede    | Centre gauche |         |
| 25 mai 2015                              | En cours      | Christian Bianchi  | Centre droit  |         |
| Les données manquantes sont à compléter. |               |                    |               |         |

### Hameaux
Pineta, La Costa, San Giacomo

### Communes limitrophes
Les communes limitrophes sont  Bolzano, Bronzolo, Nova Ponente et Vadena.